# Asaf (obispo)
San Asaf, Asaph o Asa (Yr Hen Ogledd, siglo VI-Llanelwy, 596) fue, en la segunda mitad del siglo VI, el primer obispo de St Asaph, Gales, Reino Unido.

## Biografía
No existe tradición galesa dedicada a la vida de Asaf. Él está, sin embargo, bien atestiguado a través de nombres de lugares. La tradición local señala muchos lugares atestiguados a él; su fresno, su iglesia, su pozo y su valle. Muchos nombres locales llevan el "asa" asociado con su nombre; Onnen Asa, Ffynnon Asa, Llanasa, Pantasa. Todos estos sitios están cerca de Holywell en Tegeingl (Flintshire), lo que indica que probablemente el santo haya tenido alguna vez una ermita en esa área. "Bonedd y Saint" nos dice que era hijo del rey Sawyl Penuchel del Viejo Norte o Yr Hen Ogledd; se decía que su madre era Gwenaseth, hija de Rhufon Rhufoniog.
La falta de una biografía galesa, sin embargo, es compensada en parte por "Life of St. Kentigern" de Jocelyn de Furness, que cuenta la historia de Cyndeyrn o Kentigern, conocido como San Mungo, el fundador de la Diócesis de Glasgow. Durante su exilio (c. 545), Kentigern se trasladó a Gales y allí fundó el Monasterio Celta de Llanelwy (la iglesia en el río Elwy), como los galeses todavía llaman a la ciudad de St Asaph. Llanelwy se encuentra entre los monasterios celtas mejor documentados: la iglesia fue descrita como "construida de madera lisa, a la manera de los británicos, ya que aún no podían construir piedra". Los 965 discípulos, de los cuales Asaph era uno, se dividieron en tres grupos: 300 de las tierras periféricas sin trabas de las tierras periféricas, 300 trabajaron en las oficinas alrededor del monasterio y 365 (el número corresponde a los días del año) asistieron a la servicios divinos. De estos, los más antiguos asistieron a Kentigern en el gobierno de la diócesis, y el resto se subdividió en tres coros. "Tan pronto como un coro terminó su servicio en la iglesia, inmediatamente comenzó otra entrada, y al concluir otra vez otra entró para celebrar".
Kentigern rezaba con frecuencia parado en el río helado. En una ocasión, después de haber sufrido muy gravemente bajo estas dificultades, envió al niño, Asaf, quien lo estaba atendiendo, a traer leña ardiente para calentarlo. Asaf, en cambio, le trajo carbones vivos en su delantal, y el milagro reveló a Kentigern la santidad de su discípulo. Entonces, cuando el anciano fue llamado a Strathclyde, después de la Batalla de Arfderydd, en 573, Asaf fue consagrado obispo para sucederlo, y se convirtió en el primer obispo galés de la sede.
Se dice que Asaf murió en 596.

## Veneración
En la edición de 2004 del Martirologio Romano, Asaf aparece en la lista del 1 de mayo con el nombre latino "Asáphi".  Se le describe simplemente como "obispo y abad de Elvae (Elwy) en Gales, de quien se le llama la sede".  Aunque la fecha tradicional de su muerte está reconocida como el 1 de mayo, el calendario católico-litúrgico actual de Gales conserva su memorial el 5 de mayo, y el primero está designado para San José Obrero.
El Diccionario de Oxford de la Iglesia Cristiana indica que la fiesta de San Asaf, aunque ahora se celebra el 5 de mayo, se celebró previamente el 11 de mayo.
Asaf también es reconocido como fundador de la iglesia de Llanasa en Flintshire.
Hay calles en Brockley, sudeste de Londres, en Christchurch, Nueva Zelanda, en Bala Cynwyd, Pensilvania y en Alexandria, Virginia, nombradas en su honor.
Una canción utilizada con la paráfrasis escocesa "Qué brillantes brillan estos espíritus gloriosos" se llama San Asaf.  Se publicó por primera vez en 1825 en una colección del músico de Edimburgo Robert Archibald Smith, y lo atribuyó a Giovanni Marie Giornovichi (1745–1804).
- Datos: Q721005
- Multimedia: Saint Asaph / Q721005